# 케이블 텔레비전
케이블 텔레비전(cable television)은 텔레비전 안테나가 요구되는 전통적인 TV 수신 방식과는 다르게 광섬유를 통해서 동축 케이블에 전달된 무선 주파수 신호를 통해 텔레비전에 신호를 보내 전파를 수신하는 체계이다. 케이블 텔레비전은 〈CATV〉, 〈유선 방송〉으로도 불린다. 케이블 텔레비전은 본래 1948년에 나타난 공동 안테나 텔레비전을 뜻했다. 산악 지대 등의 전파를 수신하기 어려운 곳에 쓰였었다. CATV는 Cable TeleVision의 줄임말이 아니고 Communication Antenna TeleVision의 줄임말이다.

## 개요
CATV(유선 방송)의 발상지는 미국의 펜실베이니아로, 1948년에 난시청 대책의 일환으로 동축 케이블을 사용하여 일반 텔레비전 방송파를 재송신하기 시작한 것이 그 시초이다. 이후 미국 내 CATV는 눈부신 보급률 증가를 이루었으며, 현재 미국 전역의 텔레비전 보유 세대 중 약 40%가 CATV 가입자로 집계되고 있다. 대한민국에서 1993년 8월 공보처에서 CATV 프로그램 공급자 20개사를 선정하고, 같은 해 말 방송국 설립을 허가하였다. 이에 따라 1995년부터는 보도, 영화, 스포츠, 교양, 오락 등 11개 분야의 CATV 방송이 본격적으로 영업을 개시하였다.
동축 케이블 또는 광섬유 케이블을 통해 CATV국과 각 가정을 연결할 경우, 동축 케이블은 약 50개 채널, 광섬유 케이블은 약 100개 이상의 채널 송출이 가능하다. 반면 공중파 방송은 기껏해야 10개 채널을 사용할 수 있는 점을 고려할 때, CATV는 훨씬 더 다양한 채널 선택권을 제공하는 셈이다. 따라서 CATV는 풍부한 채널 수를 활용하여 특정 소수 수요에 맞춘 프로그램 제공이 가능하다. 미국에서는 시의회 회의 중계, 지역 고교 농구 경기, 권투, 영화, 24시간 뉴스 및 일기예보 등 다양한 프로그램이 제공되고 있으며, 공중파보다 선명한 화질 역시 큰 매력으로 작용한다. 이와 같은 이유로 일부 CATV국은 공중파 텔레비전을 재송신하기도 한다.
한편, CATV가 지닌 또 다른 중요한 가능성은 쌍방향 커뮤니케이션에 있다. CATV는 전통적 방송국처럼 다수 시청자에게 일방적으로 정보를 송출하는 데 그치지 않고, 각 가정과 방송국 간의 양방향 연결을 통해 새로운 영역을 개척하였다는 점에서 의의가 크다. ‘방송’이란 단어가 의미하듯 일반적으로 정보의 일방적 송출에 한정되나, 쌍방향 CATV는 시청자가 방송국으로 정보를 송신할 수 있는 기능을 포함한다. 이러한 쌍방향 CATV는 전기통신의 일종으로 이해할 수 있으며, 승차권 예약, 레스토랑 예약부터 다수를 대상으로 하는 여론 조사, 홈 쇼핑, 홈 뱅킹, 데이터 검색 등 다양한 서비스 제공이 가능하다.
더불어 홈 시큐리티 시스템, 원격 의료 등도 쌍방향 CATV를 통해 실현 가능하나, 이는 의료법 등 관련 법규의 개정이 선행되어야 하는 기술 외적 과제를 포함한다. 특히 홈 쇼핑의 경우, CATV를 이용하여 특정 지역 내 슈퍼마켓 및 소매점 상품 정보를 전달할 수 있어, 종래 신문 광고를 대체하는 효과가 있다. 또한 쌍방향 CATV는 교육 산업에서도 매우 유용한 매체로 평가받는다. 쌍방향 CATV 기반 교육 프로그램은 학생이 답안을 입력하면 즉시 정답 확인 및 채점이 이루어져, 마치 1:1 맞춤형 교육과 유사한 효과를 거둘 수 있다.

## 각주

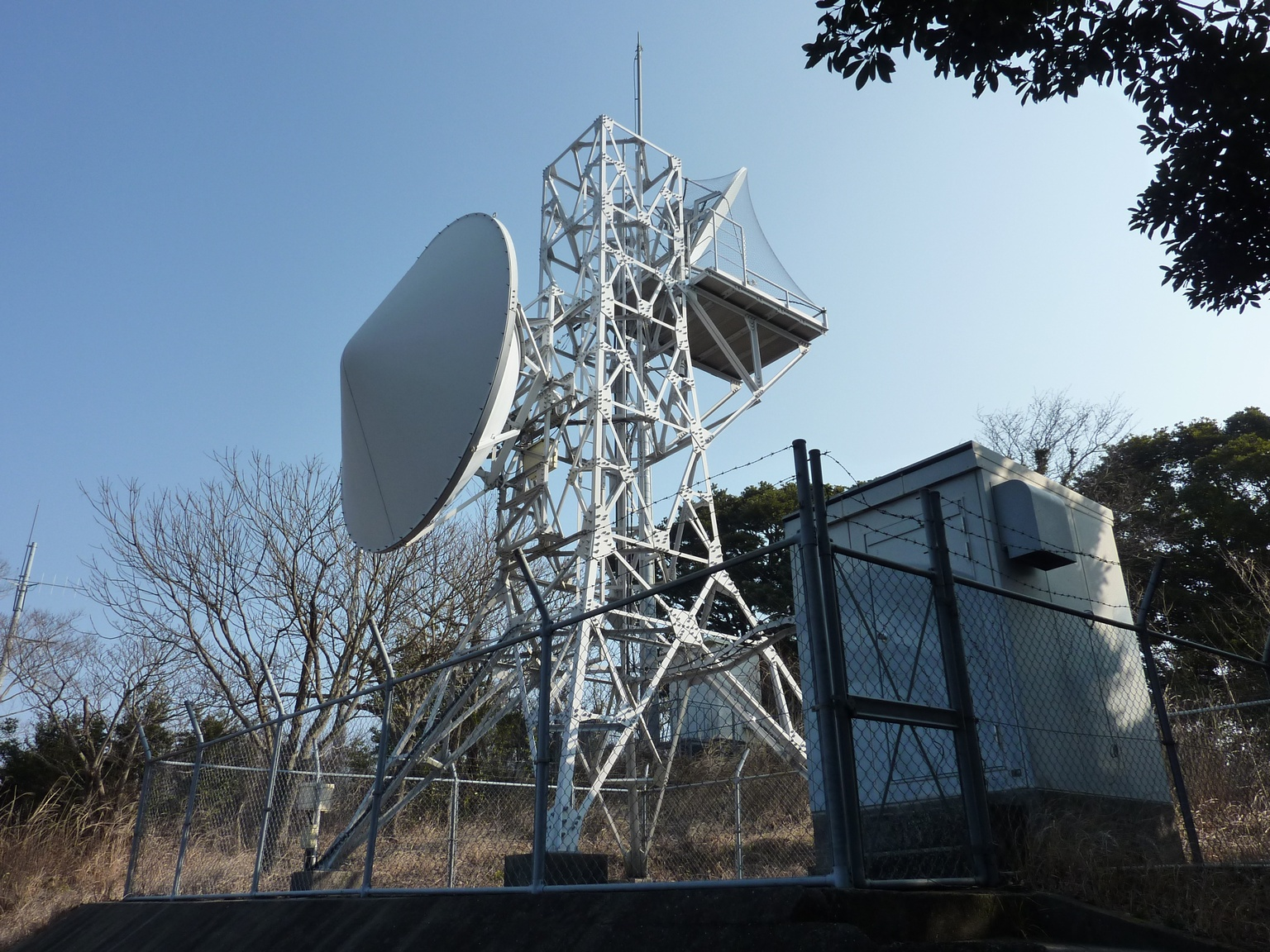
케이블 텔레비전(유선방송) 이미지

## 같이 보기
- 대한민국의 케이블 텔레비전

## 참고 문헌
- 이 문서에는 다음커뮤니케이션(현 카카오)에서 GFDL 또는 CC-SA 라이선스로 배포한 글로벌 세계대백과사전의 "CATV" 항목을 기초로 작성된 글이 포함되어 있습니다.